# Rufescent
Culoarea rufescentă (latină rufescens, rufus) este o culoare brun-roșcată sau roșcat-brunie. Este asemănătoare cu culoarea vulpie a vulpii. Cuvântul rufescent derivă din latina rufus = roșu, roșcat, și este considerat sinonim cu roșcat.

## Note

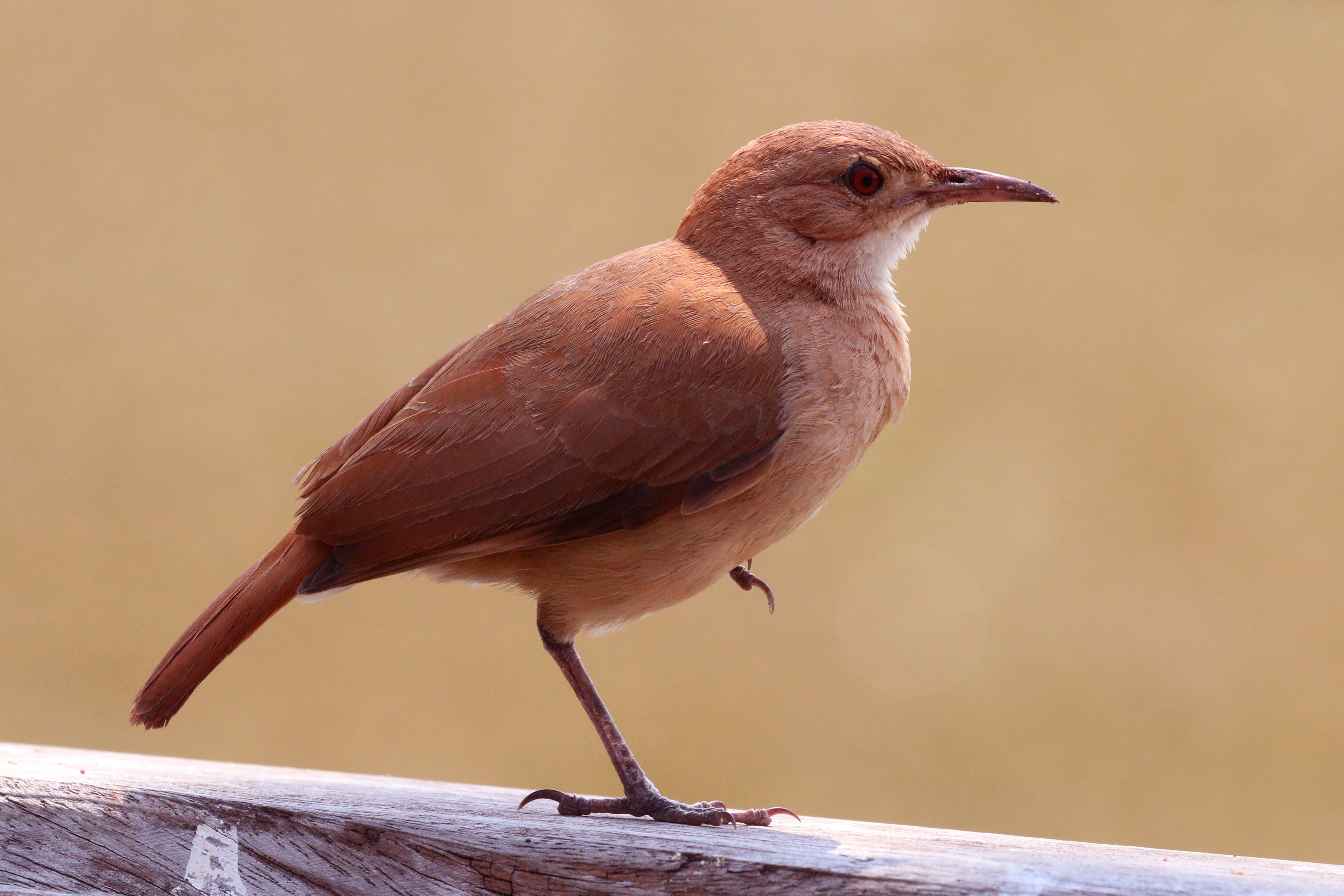
Pasărea olar (Furnarius rufus)
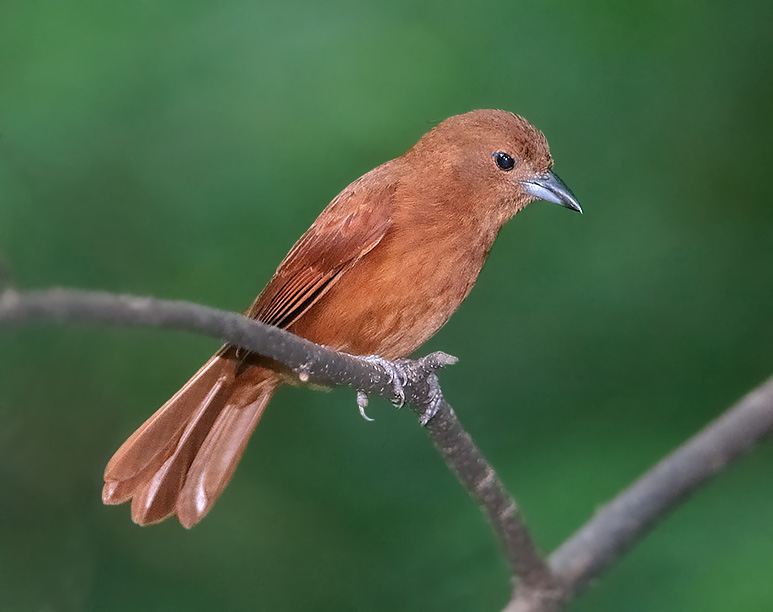
Femela tangaralei roşcate (Tachyphonus rufus)
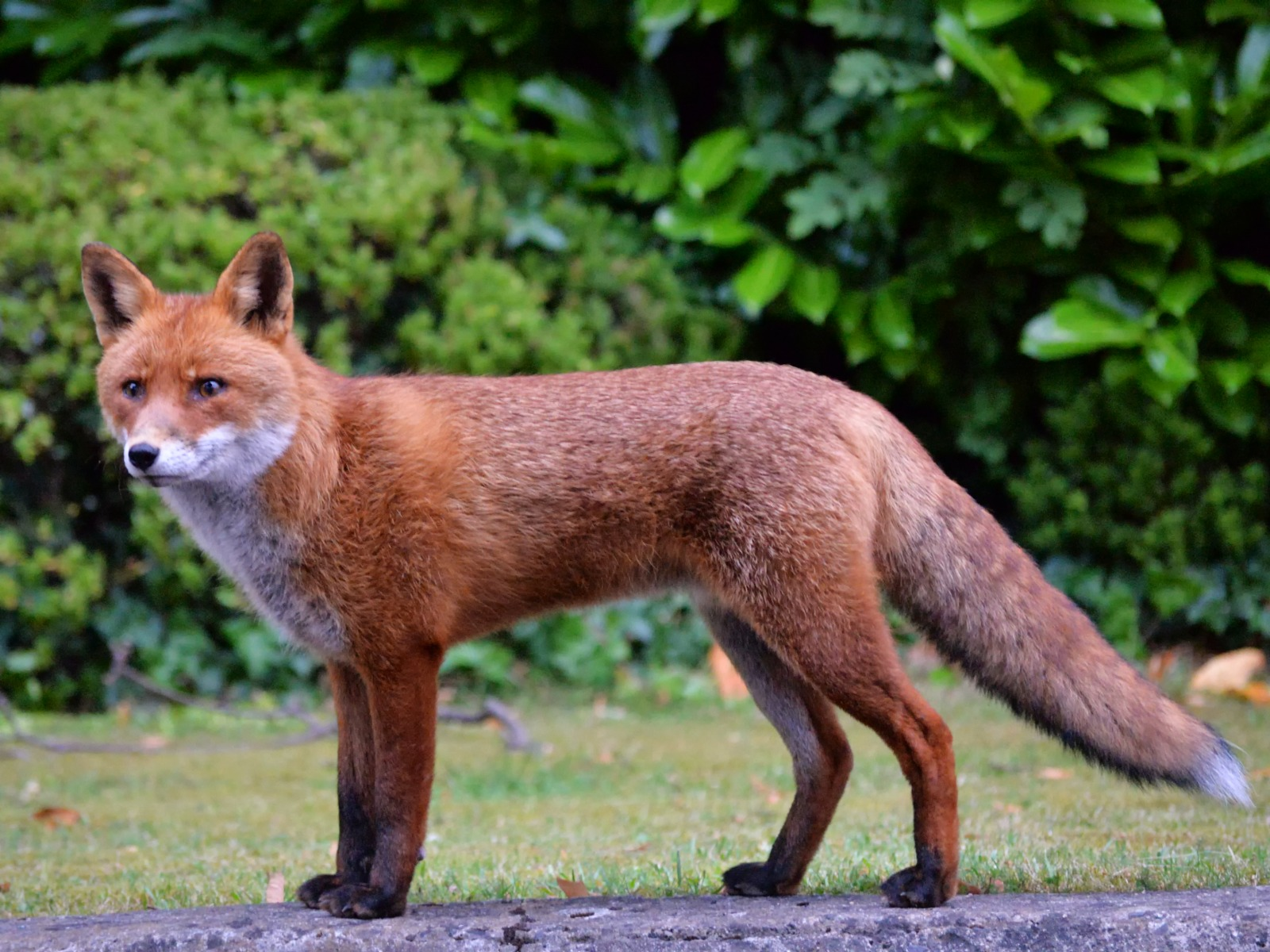
Culoarea vulpie a vulpii (Vulpes vulpes)